# Thorecta vasiformis
Thorecta vasiformis är en svampdjursart som först beskrevs av Carter 1885.  Thorecta vasiformis ingår i släktet Thorecta och familjen Thorectidae.
Artens utbredningsområde är Sydaustralien. Inga underarter finns listade i Catalogue of Life.